# Smreczyna
Smreczyna (deutsch: Schönau b. Mittelwalde) ist ein Ort in der Stadt- und Landgemeinde Międzylesie im Powiat Kłodzki der Woiwodschaft Niederschlesien in Polen. Es liegt zwei Kilometer südlich von Międzylesie (Mittelwalde).

## Geographie
Smreczyna liegt im äußersten Süden des Glatzer Kessels an der oberen Glatzer Neiße. Durch den Ort führt die Landstraße 33 Kłodzko–Boboszów. Nachbarorte sind Międzylesie im Norden, Dolnik (Schönthal) im Nordosten, Pisary (Schreibendorf) im Osten, Boboszów (Bobischau) im Südosten und Kamieńczyk (Steinbach) im Westen. Jenseits der Grenze zu Tschechien, die südwestlich verläuft, liegen die Orte Mladkov (Wichstadtl) und Lichkov (Lichtenau).

## Geschichte
Schönau wurde um 1530 als Reihendorf angelegt und war zur Pfarrkirche Mittelwalde gewidmet. Es gehörte zum Habelschwerdter Distrikt in der Grafschaft Glatz, mit dem es die Geschichte seiner politischen und kirchlichen Zugehörigkeit teilte. Nach dem Ersten Schlesischen Krieg 1742 und endgültig mit dem Hubertusburger Frieden 1763 fiel es zusammen mit der Grafschaft Glatz an Preußen. Mit dem Oktoberedikt von 1807 wurde die Untertänigkeit aufgehoben. Nach der Neugliederung Preußens gehörte Schönau seit 1815 zur Provinz Schlesien und war zunächst dem Landkreis Glatz eingegliedert. 1818 erfolgte die Umgliederung in den Landkreis Habelschwerdt, mit dem es bis 1945 verbunden blieb. Seit 1874 gehörte die Landgemeinde Schönau zum Amtsbezirk Mittelwalde, zu dem auch die Landgemeinden Bobischau, Grenzendorf, Herzogswalde, Rothflössel, Schreibendorf, Schönthal und Steinbach gehörten. 1939 wurden 384 Einwohner gezählt.
Als Folge des Zweiten Weltkriegs fiel Schönau 1945 wie fast ganz Schlesien an Polen und wurde in Smreczyna umbenannt. Die deutsche Bevölkerung wurde vertrieben. Die neu angesiedelten Bewohner waren teilweise Zwangsumgesiedelte aus Ostpolen, das an die Sowjetunion gefallen war. Die Einwohnerzahl ging in den Nachkriegsjahren deutlich zurück. Von 1975 bis 1998 gehörte Smreczyna zur Woiwodschaft Wałbrzych.

## Sehenswürdigkeiten
- An der westlichen Straßenseite steht eine steinerne Figurengruppe der Pietà mit trauernden Frauen[2].